# امانوئل اشپرنر
امانوئل اشپرنر (به آلمانی: Emanuel Sperner) (زاده ۹ دسامبر ۱۹۰۵ - درگذشته ۳۱ ژانویه ۱۹۸۰ در زالتسبورگ) ریاضیدان اهل آلمان بود.

## زندگی و آثار
او نخست در دانشگاه فرایبورگ تحصیل کرد و سپس به دانشگاه هامبورگ رفت. در آنجا در نزد اتو شرایر درجه دکتری را با رساله ای به نام «اثباتی نو از ناوردایی بُعد و ناحیه» و سپس درجه شایستگی را به دست آورد. از سال ۱۹۳۲ تا ۱۹۳۴ به عنوان استاد میهمان در چین بود و از ۱۹۳۴ تا ۱۹۴۳ به استادی دانشگاه کونیگسبرگ رسید. پس از آن به دانشگاههای استراسبورگ، فرایبورگ، بن و هامبورگ رفت و در هامبورگ همچنین از سال ۱۹۶۳ تا ۱۹۶۵ به ریاست دانشگاه رسید. اشپرنر در سال ۱۹۵۷ ریاست انجمن ریاضی آلمان را بر عهده داشت. از شاگردان وی می توان به هلموت کارتسل اشاره نمود.
اشپرنر بیش از همه به خاطر قضایایش در نظریه مجموعه‌ها و ترکیبیات نامدار است. در اینجا ویژگی ای به نام ویژگی اشپرنر برای یک مجموعه جزئاً مرتب به نام او و بر پایه قضایای او نامگذاری شده است. همچنین مفهوم رنگ آمیزی اشپرنر به نام او وجود دارد که مربوط به رنگ آمیزی مثلث بندی سیمپلکس ها است.